# Киго
Киго (яп. 季語, сезонное слово) — в классическом японском хайку, рэнга и рэнку — слово или выражение, указывающее на время года, к которому относится изображаемая в тексте картина. Некоторые киго явным образом привязывают текст к времени года, для других же такая соотнесённость обусловлена только традицией: так, образ «луна в дымке» относит стихотворение, в котором он употреблён, к весне, хотя само по себе данное природное явление может встречаться в любое время года. Для того, чтобы и поэты, и читатели легче ориентировались в сезонных словах, составлялись словари киго — сайдзики.

## История киго
Представление и отсылка к сезонной теме всегда являлись важной частью японской культуры вообще и поэзии в частности. Древнейшая японская антология Манъёсю содержит несколько разделов, посвящённых временам года. Ко времени появления первой придворной японской антологии Кокинсю, разделы, посвящённые временам года стали уже значительными частями антологии Манъёсю.
Традиция составления «сцеплённых строк»-рэнга возникла к середине периода Хэйан и развивалась в течение всего Средневековья. К XIII веку существовал набор жёстких правил написания рэнга; строго определялась необходимость для части строф отсылать слушателя к определённому времени года, в зависимости от места этих строф в структуре рэнга. В соответствии с этими правилами, хокку (первая, открывающая строфа рэнга) должно было содержать обозначение времени года, в которое и была написана рэнга.
В XV веке возникла менее строгая форма рэнга — хайкай-но рэнга («шутливые сцепленные строки»). Затем первая строфа рэнга, всё ещё именуемая «хокку», превратилась в самостоятельную форму. К концу XIX века Масаока Сики переименовал хокку в хайку.

## Использование киго
Для хайку эпохи Басё использование киго было обязательным. В новой японской поэзии и в хайку западных стран необходимость сезонных слов остается под вопросом. В России никто из известных авторов хайку не настаивает на необходимости киго, однако Алексей Андреев замечает, что некий фон, на котором выделяется изображаемая в хайку картина или сцена, обычно обозначен в хайку явно, и, тем самым, можно говорить о выполняющем функцию киго «слове окружающей среды». Промежуточная позиция по вопросу о киго, предлагающая считать таковым любое (а не только освященное традицией) указание на время года, иронически демонстрируется в хайку Марины Хаген:
зима
сезонное слово — ванна
с горячей водой